# Царенко, Андрей Юрьевич
Андре́й Ю́рьевич Царе́нко (укр. Андрій Юрійович Царенко, Чугуев) — украинский военнослужащий, подполковник, участник российско-украинской войны. Герой Украины (2022).

## Биография
Во время российского вторжения в Украину в 2022 году благодаря умелым действиям майора-разведчика Андрея Царенко в Харьковской области было уничтожено значительное количество личного состава и военной техники противника, что позволило украинским подразделениям вести боевые действия с минимальными потерями.

## Награды
- Звание «Герой Украины» с удостоением ордена «Золотая Звезда» (4 апреля 2022) — за личное мужество и героизм, проявленные в защите государственного суверенитета и территориальной целостности Украины, верность военной присяге[1].
- Орден Богдана Хмельницкого III степени (28 февраля 2022) — за личное мужество и высокий профессионализм, проявленные в защите государственного суверенитета и территориальной целостности Украины, верность военной присяге[2].